# Шарашка
Шара̀шка, шара̀га е жаргонно название в Съветския съюз за секретните НИИ (Научноизследователски институти) и КБ (Конструкторски бюра), подчинени на НКВД, в които работят лишени от свобода инженери и учени.

## История
Историята на ОКБ (на руски: отдельное (особое) конструкторское бюро – отделно (специално) конструкторско бюро, понякога и Опитно конструкторско бюро) започва от 1928 – 1930 г., епохата на първата масова кампания за борба с вредителството. Първият процес за вредителство е организиран през 1928 г. – т. нар. Шахтинско дело.
Органите на ОГПУ активно работят по делата срещу „вредителските“ организации в промишлеността, предприятията и т.н. – „Обвинително заключение по делото за вредителската организация във военната промишленост“ (1929), „Обвинително заключение за контрареволюционната вредителска и шпионска организация в НКПС и железните пътища“ (1929), „Дело за контрареволюционната вредителска и шпионска организация в златодобивната промишленост в Далекоизточния край“ (1930), „Дело за конрареволюционната вредителска система в системата на селскостопанския кредит и снабдяването с машини в Далечния изток“ (1931) и т.н.
На 25 февруари 1930 г. излиза Постановление на Политбюро на ЦК на ВКП (б) за недостатъците в работата на военната промишленост, в което са посочени виновниците за неуспехите в стопанската дейност – т. нар. „вредители“.
Започналата през 1930 г. широка кампания по борба с вредителството под ръководството на Икономическото управление на ОГПУ довежда до появата в концлагерите на маса висококвалифицирани специалисти, чието използване в дърводобива (където са използвани лагеристите) е нерационално. По тази причина на 15 май 1930 г. излиза „Циркуляр на Висшия Съвет на Народното Стопанство и ОГПУ“ за „използване в производството на специалисти, осъдени за вредителство“, подписан от В. В. Куйбишев и Г. Г. Ягода. Покрай другото, в документа се казва: „Използването на вредителите трябва да се организира по такъв начин, че да работят в помещения на органите на ОГПУ.“ Така се появява първата система от научно-технически затвори – „шарашки“ – за използването на „вредителите“ за интересите на военното производство.
През 1930 г. за тази цел е създаден Технически отдел към Икономическото управление на ОГПУ, ръководещо работата на специалните ОКБ, използващи труд на лишени от свобода. Началник на Икономическото управление на ОГПУ (1930 – 1936) е Л. Г. Миронов (Каган), комисар от държавна сигурност 2-ри ранг. През септември 1938 г. по заповед на Берия е организиран Отдел за специални конструкторски бюра към НКВД на СССР (заповед на НКВД № 00641 от 29 септември 1938 г.). На 21 октомври 1938 г., в съответствие със заповед на НКВД № 00698, това подразделение получава наименованието „4-ти отдел“.
На 10 януари 1939 г. със заповед на НКВД № 0021 е преобразуван в ОТБ (на руски: Особое техническое бюро – Специално техническо бюро към наркома на вътрешните работи на Съветския съюз за използване на лишени от свобода, имащи специални технически познания.
4-ти спецотдел на НКВД-МВР на СССР е организиран през юли на базата на Специалното техническо бюро и 4-отдел. Негов началник става В. А. Кравченко. Основните задачи на Отдела са:
| „                                                                                  | Основни задачи на 4-ти Спецотдел са: използване на лишени от свобода специалисти за изпълнението на научноизследователски и проектни дейности по създаването на нови типове военни самолети, авиационни двигатели и двигатели за военноморски съдове, образци артилерийско въоръжение и боеприпаси, средства за химическо нападение и защита... обезпечаване на средствата за радиовръзка и оперативна техника | “ |
| Из „Кратък отчет за работата на 4-ти спецотдел на НКВД на СССР от 1939 до 1944 г.“ | |   |

От 1945 г. отделът използва също така и немски специалисти-военнопленници.
Най-голямо развитие институцията на шарашките получава след 1949 г., когато на 4-ти спецотдел на МВР е поръчана организацията на „Специални технически, конструкторски и проектни бюра за провеждането на научноизследователски, опитни, експериментални и конструкторски дейности по тематика на Главните управления на МВР на СССР“ (Заповед на МВР на СССР № 001020 от 9 ноември 1949 г.). След редица мероприятия под егидата на МВР са организирани специални бюра, където работят лишените от свобода.
Ликвидирането на шарашките започва след смъртта на Сталин през 1953 г. На 30 март 1953 г. е разфомирован 4-ти спецотдел на МВР, но някои шарашки функционират още няколко години.

## Списък на „шарагите“
- ЦКБ-39 – Първото в историята на авиацията затворническо конструкторско бюро, създадено през декември 1929 г. Първоначално се намира в Бутирския затвор.
- Суздалски Покровски манастир – център за разработване на микробиологично оръжие. Създаден по предложение на началника на ВОХИМУ (Военно-химическо управление) Я. М. Фишман на територията на бившия Покровски манастир. През 1932 – 1936 г. се нарича БОН (на руски: Бюро особого назначения – Бюро със специално предназначение) към Специалния отдел на ОГПУ, по-късно става Биохимически институт (БИХИ). Началник е М. М. Файбич, а подчинените му са репресирани учени-микробиолози.
- НИИ Связи (на руски: связь – връзка, свръзка) или „Марфинска шарага“, от 1948 г. спецзатвор № 16 на МВР на СССР. Днес – ФГУП НИИА[неработеща препратка]
- ЦКБ-29 или „Туполевската шарага“ (по-късно Спецзатвор № 156 Москва) – най-голямото в Съветския съюз авиационно конструкторско бюро през 1940-те години.
- ОКБ-16 – спецзатвор по разработка на течно-реактивни двигатели в Казан при авиационен завод № 16. От ноември 1942 г. там работи прехвърленият от омската „шарашка“ на А. Н. Туполев С. П. Корольов. С разработката на ракетния двигател РД-1 се занимават В. П. Глушко и Д. Д. Севрук.
- НИИОХТ – първата „военно-химическа шарага“, създадена при завод № 1 (Олгински завод – днес Институт по органична химия и технологии (ГосНИИОХТ), създаден през 1924 г. в Москва). Там се провеждат изследвания по създаването на химически оръжия през 1930-те години. В него работи и член-кореспондентът на Академията на науките на СССР Е. И. Шпиталски, основател на производството на отровни вещества, фосген и иприт в Съветския съюз.
- Специално военно-химическо бюро към ОГПУ при ВХНИИ (Военно-химически институт), 1931 г.
- ОТБ (на руски: Особое техническое бюро – Специално техническо бюро) към НКВД, по-късно НИИ-6 към НКВД. В него се създават нови образци боеприпаси и нови технологии за военно-химическото производство. В ОТБ над създаването на нов модел противогаз работи бившия началник на ВОХИМУ, докторът на химическите науки Я. М. Фишман.
- ОТБ-40, създадено при Казанския барутен завод № 40. Контингентът на ОТБ-40 е от инженерно-технически работници от барутната промишленост и бивши работници от завод № 40, обвинени във вредителство и осъдени на дълги срокове лишаване от свобода. Осъществява разработката и усвояването на различни видове барут и взривни вещества, в това число и за реактивните снаряди на установките „Катюша“. Групата е възглавявана от Н. П. Путимцев (по-рано инженер във Всесъюзния барутен тръст), а водещ специалист е В. В. Шнегас, дворянин, бивш полковник от царската армия (преди присъдата – технически директор на завод № 40).
- Автотракторно ОКБ към Ижорския завод, Подолски филиал. През 1931 – 1934 г. е в разпореждане на Техническия отдел на Икономическото управление на ОГПУ. Лишените от свобода – специалисти, осъдени по делото на „Промишлената партия“ – разработват плаващите танкове Т-27 и Т-37 и др. под ръководството на волнонаемния Н. А. Астров – бъдещия известен конструктор на бронетанкова техника. Тук придобиват опит в управлението на трудови колективи и създателите на съветската авиационна броня С. Т. Кишкин и Н. М. Скляров.
- Атомната шарага в Сухуми – съществува през 40-те и 50-те години и в нея работят докарани от Германия специалисти (проф. Ардене, проф. Херц (Gustav Herz) и др. над разделянето на изотопите на урана.
- Кучино в Подмосковието – през 40-те и 50-те години шарашка по ядрена физика.
- ОТБ-1 в състава на Главенисейстрой, Красноярск. Създадено през 1949 г., днес – Сибцветметниипроект[неработеща препратка].
- Специално геологическо бюро („Мурманска шарага“).

## Известни затворници
- А. И. Путилов – авиоконструктор
- А. И. Солженицин – писател, в шарагата като математик
- А. М. Черьомухин – авиоконструктор
- А. Н. Туполев – авиоконструктор
- Б. С. Стечкин – инженер, работещ в областта на буталните и реактивни двигатели, впоследствие академик
- В. П. Глушко – конструктор на ракетно-космическа техника
- В. А. Чижевски – авиоконструктор
- В. М. Мясищев – авиоконструктор
- В. М. Петляков – авиоконструктор
- Д. П. Григорович – авиоконструктор
- Е. И. Шпиталски – професор по химия, член-кореспондент на АН на СССР, организатор на дейността по създаване на химическо оръжие в Съветския съюз.
- Й. Г. Неман – авиоконструктор
- Л. С. Термен – създател на терменвокса
- Л. Л. Кербер – специалист по далечни радиовръзки
- Н. И. Базенков – авиоконструктор, заместник на Туполев
- Н. Н. Поликарпов – авиоконструктор
- Р. Л. Бартини – авиоконструктор
- С. П. Корольов – конструктор на ракетно-космическа техника
- Ю. В. Кондратюк – един от осноположниците на космонавтиката, по-късно конструктор на ветрогенератори

## Създадена военна техника
- ДВБ-102 – първия съветски височинен бомбардировач за далечно действие с херметични кабини.
- Пе-2 – пикиращ бомбардировач
- Ту-2 – Фронтови пикиращ бомбардировач
- РД-1 – първия в Съветския съюз реактивен двигател
- 152-мм универсална артилерийска система
- 76-мм полково оръдие обр. 1943 г.